# José Manuel Rodríguez Ibáñez
José Manuel Rodríguez Ibáñez es un deportista español que compitió en atletismo adaptado. Ganó nueve medallas en los Juegos Paralímpicos de Verano entre los años 1984 y 2000.

## Palmarés internacional
| Juegos Paralímpicos | Juegos Paralímpicos                              | Juegos Paralímpicos | Juegos Paralímpicos   |
| Año                 | Lugar                                            | Medalla             | Prueba                |
| ------------------- | ------------------------------------------------ | ------------------- | --------------------- |
| 1984                | Nueva York (EE. UU.) Stoke Mandeville (R. Unido) | Medalla de plata    | Triple salto B1       |
| 1988                | Seúl (Corea del Sur)                             | Medalla de bronce   | Triple salto B1       |
| 1992                | Barcelona (España)                               | Medalla de oro      | Triple salto B1       |
| 1992                | Barcelona (España)                               | Medalla de bronce   | 100 m B1              |
| 1996                | Atlanta (EE. UU.)                                | Medalla de oro      | Salto de longitud F10 |
| 1996                | Atlanta (EE. UU.)                                | Medalla de oro      | Triple salto F10      |
| 1996                | Atlanta (EE. UU.)                                | Medalla de plata    | 100 m T10             |
| 2000                | Sídney (Australia)                               | Medalla de oro      | Triple salto F11      |
| 2000                | Sídney (Australia)                               | Medalla de plata    | Salto de longitud F11 |